# Гільдольф
Гільдольф (нім. Hildolf; д/н — 21 липня 1078) — церковний і державний діяч Священної Римської імперії, 19-й архієпископ Кельна в 1076—1078 роках.

## Життєпис
Найпевніше, був нешляхетського походження. Народився десь в Нижньому Рейні. Перша письмова згадка відноситься до 1067 року, коли Гільдольф вже був каноніком Госларського монастиря. Згодом стає придворним капеланом імператора Генріха IV.
1076 року проти своєї волі, на умовляння імператора, стає новим архієпископом Кельнським. Був висвячений на архієпископа в Госларі. До жовтня 1076 року перебував при дворі, оскільки мешканці Кельна виступили проти нового ієрарха. Водночас проти Гільдольфа виступили німецькі князі. Під їх тиском імператор змусив Гільдольфа перебратися до Кельна.
Протягом боротьби імператора Генріха IV з папою римським Григорієм VII архієпископ Кельна Гільдольф активно підтримував світську владу, незважаючи на погрози Папського престолу. Також домігся визнання свого статусу в Кельні. Втім вже 1078 року Гільдольф помер за невідомих обставин. Поховано в Старому Кельнському соборі.